# Jongenspensionaat 'St. Maria Ter Engelen' Bleijerheide
Jongenspensionaat 'St. Maria ter Engelen' Bleijerheide was een rooms-katholieke school met internaat in Bleijerheide in de Nederlandse provincie Limburg.

## Geschiedenis
In 1877 begonnen Duitse broeders franciscanen onder de naam Arme Brüder vom Heiligen Franziskus (arme broeders van de heilige Franciscus) een internaat. Het was bedoeld voor Duitse zwerfjongeren. De latere propagandaminister van Hitler, Joseph Goebbels, was er in 1917 scholier. Op een stuk weidegrond werd een leef-, werk-, studeer- en bidruimte gebouwd voor de religieuzen en hun pupillen. De fondsenwerving daarvoor verliep voorspoedig aangezien Duitse katholieken vanwege de Kulturkampf zeer offerbereid waren. Vanaf 1914 werden op het internaat ook Nederlandse jongens toegelaten en twintig jaar later waren er alleen nog Nederlandse jongens. In de jaren vanaf 1914 hebben de Duitse broeders zich ingezet om volwassen jongens van Bleijerheide, waarvan de nationaliteit niet duidelijk was in verband met het Traktaat van Aken uit 1815, aan te zetten zich als Duitser te presenteren zodat zij dienst konden nemen in het Duitse leger.
Naast de later afgebroken kerk van de Duitse franciscaner broeders, die hun diensten in het Latijn en het Duits hielden, verrees een kapel van de Nederlandse tak der paters franciscanen. Zij stichtten er een rectoraat. Deze kapel is bekend om de gebrandschilderde ramen van de glazenier Henri Jonas.

## Nadagen
In 1976 stopten de Duitse broeders met het geven van onderwijs. Twee jaar later begon Centrum Bleijerheide met niet-schoolse activiteiten. Het centrum beschikte over 300 bedden verdeeld over 100 kamers en werd overgenomen door particulieren. In 2004 is Centrum Bleijerheide gestopt met zijn activiteiten. Een deel van het gebouw werd afgebroken om woningbouw mogelijk te maken. In 2006 werden de eerste huizen opgeleverd. De kapel met de gebrandschilderde ramen en een deel van het klooster bleef behouden. De kapel is in 2008 aangekocht door de Priesterbroederschap Sint Pius X, afdeling Duitsland. Het kerkhof van de franciscanen is in 2023 geruimd ten behoeve van parkaanleg.

## Misbruik
Begin eenentwintigste eeuw werd, mede door de werkzaamheden van de commissie van onderzoek naar seksueel misbruik van minderjarigen in de Rooms-Katholieke Kerk (commissie Deetman), meer bekend over het feit dat het Jongenspensionaat Bleijerheide in de jaren 1940 tot en met 1970 van de twintigste eeuw het toneel is geweest van ernstige en systematische kindermishandeling en seksueel misbruik. De gebeurtenissen inspireerden schrijver Jeroen Brouwers tot de roman Het hout, waarvoor hij de ECI Literatuurprijs ontving.

## Bekende studenten
- Joseph Goebbels
- Jeroen Brouwers
- Jon van Eerd[2]
- Frank Govers